# Natsuko Imamura
Pour les articles homonymes, voir Imamura.
Natsuko Imamura (今村 夏子, Imamura Natsuko, née en 1980) est une autrice japonaise. Elle a été sélectionnée trois fois pour le Prix Akutagawa avant de l'obtenir en 2019. Elle a aussi reçu le Prix Osamu Dazai, le Prix Yukio Mishima, le Prix Hayao Kawai (ja) ainsi que le Prix Noma des nouveaux auteurs. Elle est publiée en anglais, italien, espagnol, français et polonais.

## Biographie
Natsuko Imamura est née à Hiroshima, au Japon, en 1980 avant de déménager pour Osaka lors de son entrée à l'université. 
Elle écrit sa 1re nouvelle intitulée Atarashii musume (あたらしい娘 - La nouvelle fille) alors qu'elle est intérimaire. Celle-ci remporte le Prix Osamu Dazai en 2010 et sera ensuite publiée dans un même recueil avec sa nouvelle Pikunikku (ピクニック - Pique-nique) sous le nouveau titre Kochira Amiko (こちらあみ子 - Voici Amiko) : le recueil remporte le Prix Yukio Mishima.
En 2017, elle reçoit le Prix Hayao Kawai pour son livre Ahiru (あひる - Canard). Le roman est également sélectionné pour le Prix Akutagawa, le prix littéraire le plus prestigieux du Japon, qui est cette année-là attribué à Sayaka Murata,.
La même année, elle remporte le Prix Noma des nouveaux auteurs pour Hoshi no ko (星の子 - Enfant des Étoiles), un livre sur une lycéenne dont la famille s'implique de plus en plus dans une secte. Hoshi no ko est à nouveau sélectionné pour le Prix Akutagawa l'année suivante mais il lui échappe encore et récompense Shinsuke Numata,.
En 2019, son roman Murasaki no sukaato no onna (むらさきのスカートの女 - La femme à la jupe violette) lui vaut sa troisième nomination au prix Akutagawa , prix qu'elle remporte cette année-là. Le livre est un récit à la première personne de la Femme en Cardigan Jaune qui espionne une inconnue, la Femme à la Jupe Violette.
Natsuko Imamura vit à Osaka avec son mari et sa fille. 

## Prix littéraires
- 2010 : 26e Prix Osamu Dazai [13]
- 2011 : 24e prix Mishima Yukio [14]
- 2017 : 5e prix de l'histoire de Kawai Hayao [15]
- 2017 : 39e Prix Noma des nouveaux auteurs [16]
- 2019 : 161e Prix Akutagawa (2019 上)

## Œuvres
- Kochira Amiko (こちらあみ子 - Voici Amiko), Chikuma Shobō, 2011,  (ISBN 9784480804303)
- Ahiru (あひる - Canard), Shoshi Kankanbo, 2016,  (ISBN 9784863852419)
- Hoshi no ko (星の子 - Enfant des Étoiles), Asahi Shimbun Shuppan, 2017,  (ISBN 9784022514745)
- Murasaki no sukaato no onna (むらさきのスカートの女 - La femme à la jupe violette), Asahi Shimbun Shuppan, 2019,  (ISBN 9784022516121).

Traduit en français sous le titre La Femme à la jupe violette par Mathilde Tamae-Bouhon, éditions Mercure de France, avril 2022,  (ISBN 978-2715258334)